# Amadito Valdés
Amadito Valdés (* 1946) ist ein kubanischer Perkussionist.
Weltweite Bekanntheit erlangte er durch das Album „Buena Vista Social Club“ sowie durch den gleichnamigen Film von Wim Wenders.
Valdés studierte an der Musikhochschule Havanna, wo er begann, seinen eigenen Timbales-Stil zu entwickeln, der auf afroamerikanischen Rhythmen im 6/8-Takt sowie auf klassischen kubanischen Son-Rhythmen im 2/4-Takt basiert.
Valdés gehörte zu den kubanischen Musikern, die sich 1996 am Projekt Buena Vista Social Club des amerikanischen Gitarristen Ry Cooder beteiligten. Dort spielte er sowohl bei den Aufnahmen des Albums als auch im Film die Timbales.
Seit dem Erfolg dieser Aufnahmen spielte er mit den Afro-Cuban All Stars und Rubén González zusammen. In seiner langjährigen Zeit als aktiver Musiker arbeitete er außerdem mit den größten kubanischen Musikern wie Ibrahim Ferrer, Omara Portuondo, und Compay Segundo zusammen.